# Château de la Motte-Glain
Le château de la Motte-Glain est un château de style Louis XII construit à proximité de la commune de la Chapelle-Glain, située dans le département français de la Loire-Atlantique en région Pays de la Loire, à l’ancienne frontière entre le duché de Bretagne et le pays angevin.	
Construit sur une ancienne forteresse des sires de Rougé, il est le premier des trois châteaux reconstruits par Pierre de Rohan-Gié. Le château de la Motte-Glain est celui qui conserve le plus un « héritage médiéval » et un « gothique finissant ». Il s’inscrit dans un cadre de reconstructions entreprises à la fin du XVe siècle et au début du XVIe siècle dans la région des Marches de Bretagne, qui voit également la reconstruction du château d’Ancenis, et la construction de l’aile Renaissance du château de Châteaubriant. Le château connaît quelques transformations au XVIIe siècle  et au XVIIIe siècle, après un changement de propriétaire en 1635.
Certaines parties du château, le châtelet d’entrée, le cellier, les ruines du pressoir, la chapelle, le logis, les toitures et les murs, font l'objet d'une inscription au titre des monuments historiques depuis le 7 janvier 1926, et sont classées depuis le 6 juillet 1929.

## Histoire

### Moyen Âge
La Motte-Glain semble tirer son nom de Glain de Rougé, seigneur de la Chapelle-Glain, membre de la famille de Rougé. Petit-fils de Tudual de Rougé, nous ne connaissons ce seigneur que par un texte mentionnant qu’il paye la dîme pour l’abbaye de Saint-Florent-le-Vieil.
Des prospections archéologiques sont menées depuis les années 1990 pour trouver les traces de cette motte castrale hypothétique. L’équipe de chercheurs franco-britannique composée de Michael Jones, Gwyn Meirion-Jones et Michel Nassiet en 1997 émet l’hypothèse que la motte soit située soit dans les bois, soit sous l’étang au nord du site, soit sous la tour sud du logis Rohan. En 2008, les prospections de Jean-Claude Meuret ont infirmé la possibilité d’une construction dans les bois au nord.
Ce n’est qu’en 1226 qu’une lettre adressée à l’abbaye des Toussaint d’Angers, écrite par Bonabes de Rougé, affirme l’existence d’un château à la Motte-Glain.

Après la mort de Jean II de Rougé, le château passe alors entre les mains de Patry de Châtreaugiron. Le château se transmet ensuite à la famille des Penhoët en 1440. Le château est alors reconstruit par Guillaume de Penhoët, qui donne à la même époque un nouveau souffle à la ville de la Chapelle-Glain, créant foires et marchés, avec l’autorisation du duc de Bretagne, François II.

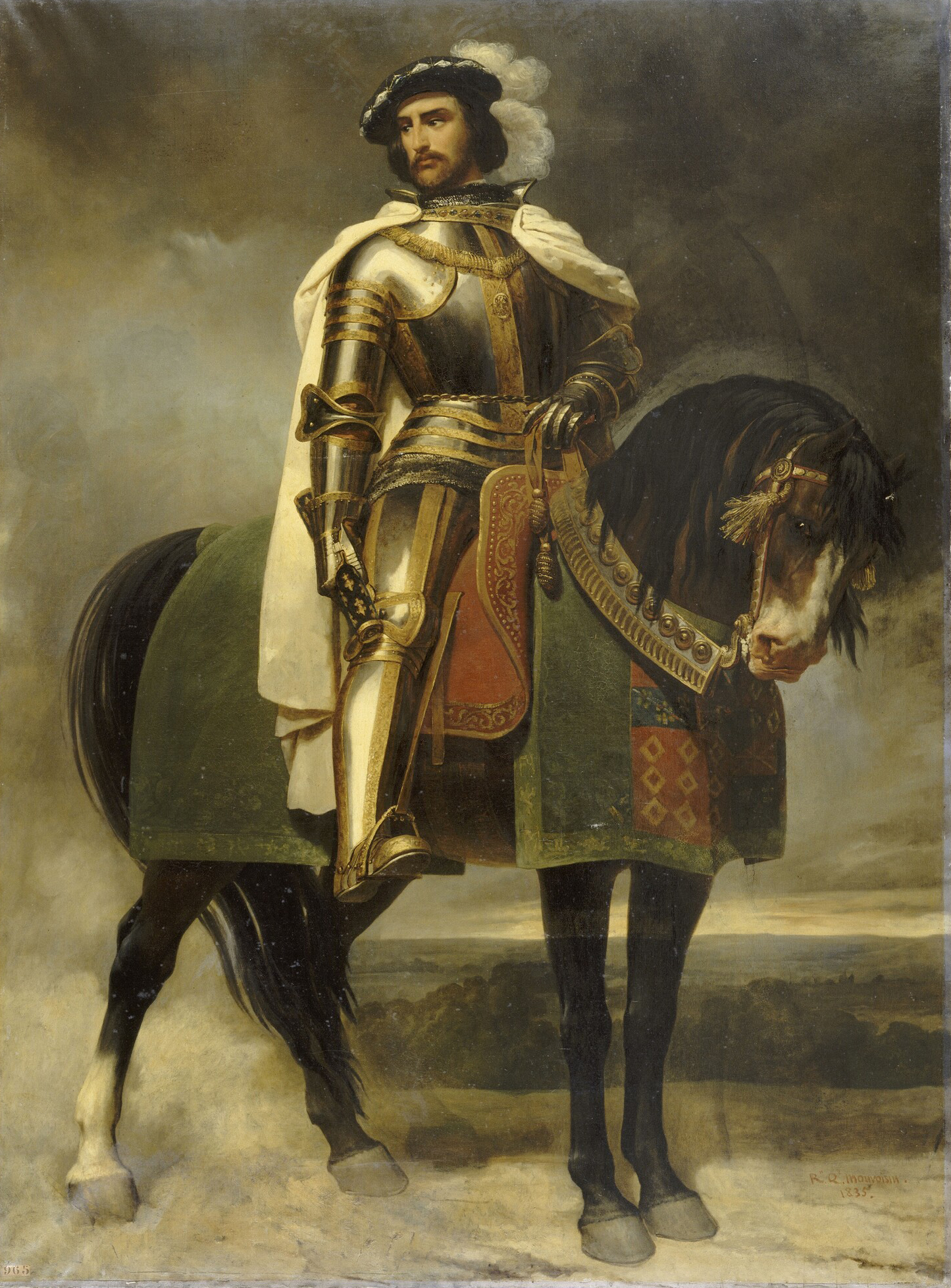
Pierre de Rohan, maréchal de Gié.
Portrait de Raymond Quinsac Monvoisin, 1834, Musée du Château de Versailles.

### Renaissance
Pierre de Rohan, maréchal de Gié, acquiert la terre de la Motte-Glain en 1475 par son mariage avec la nièce de Guillaume de Penhoët, Françoise. Il décide alors de faire reconstruire le château de la Motte-Glain à partir de la décennie 1480, quand il signe l’aveu à destination du baron d’Ancenis.
Nous ne connaissons aucun nom d’architecte, ni de maître d’œuvre pour le château de la Motte-Glain, tout comme les dates de construction sont méconnues. L’unique archive concernant la construction du château se trouve dans le Dictionnaire historique et géographique de la province de Bretagne, de Jean-Baptiste Ogée et concerne les matériaux. L'auteur explique qu'il tire ses sources de celle du château de la Motte-Glain.
Pierre de Rohan fait réaliser la quasi-intégralité des bâtiments dans les années 1490, avec le châtelet d’entrée, le cellier, les écuries, les fermes, et le grand Logis Rohan. Il fait très certainement terminer la construction de la chapelle également. Le château n’est cependant pas achevé à la mort du commanditaire. La tour d’escalier nord ouest s’arrête brutalement, et il n’est pas possible d’accéder aux espaces sous combles. L’ensemble est encore inachevé de nos jours.
Dans le château encore inachevé, Pierre de Rohan-Gié reçoit le roi Charles VIII et sa femme Anne de Bretagne en 1497.
Le commanditaire fait réaliser deux autres châteaux dans les mêmes années 1490, le château de Mortiercrolles et le château du Verger, tous deux en Anjou. Ce dernier sera alors sa résidence finale. Le commanditaire semble délaisser le château de la Motte-Glain à partir de 1500.

### Ancien Régime
Les Rohan ne s’intéressent guère au château au XVIe siècle. Quand le fils de Pierre de Rohan-Gié, Pierre II de Rohan-Gié se marie avec sa cousine Anne de Rohan le 25 septembre 1515, il se marie au château de Blain. Le château reçoit quand même la visite du roi de France Charles IX et sa mère Catherine de Médicis en 1565. Venant d’Erblay, ils sont reçus par Louis VI de Rohan-Guéméné.
La famille de Rohan garde le château jusqu’en 1635, quand Louis VIII de Rohan-Guéméné vend l'ensemble à Michel Le Lou, ancien conseiller au Parlement de Bretagne, et fils de l’ancien maire de Nantes.
Durant la Fronde, le château reçoit des gens d’armes, qui endommagent le château. En 1652, le roi Louis XIV signe une lettre donnant l’interdiction de faire fortifier le château, et fait interdire le logement à tous les officiers, soldats, et gens de guerre, tant d’infanterie que de cavalerie, français ou étranger, de quelques qualités et conditions qu’ils soient. En échange de cela, le seigneur de la Motte-Glain reçoit alors l’autorisation de faire mettre et apposer les fleurs de lys royales sur la façade du Logis.

### Époque contemporaine
Durant la Révolution Française, le château est relativement préservé. Les armoiries des seigneurs sont martelées des cheminées. Néanmoins, le château doit sa protection au seigneur qui n’émigre pas. Les archives du château brûlent néanmoins en 1793, et le château sera pillé par la sous-préfecture de Châteaubriant[Quoi ?] en 1815 durant les Cent Jours.
De la famille Robineau de Rochequairie, il passe par héritage à la famille de Charette, à la suite du mariage avec Ferdinand de Charette de La Contrie, en 1877.
Le château est grandement restauré en 1898, les lucarnes et certaines pierres sont remplacées à l’identique.
Propriété de la famille Robert de Lézardière depuis 1979, le château s’ouvre alors au public. Les restaurations continuent, la chapelle est restaurée entre 1980 et 1984, les lucarnes du châtelet en 1990, le mur d’enceinte ouest en 1997, et enfin, la tour d’escalier sud et le châtelet sont restaurés entre 2014 et 2017.

## Architecture et décoration

### Matériaux
Comme beaucoup de châteaux de la région, le château de la Motte-Glain est un château de schiste et de tuffeau, avec une toiture en ardoise, et quelques reprises faites en brique. Les sols sont réalisés avec des carreaux de terre cuite. Les parties en tuffeau ne se retrouvent que dans les constructions de Pierre de Rohan-Gié.
Le schiste utilisé au château est un schiste d'exploitation locale, la région étant une région ardoisière importante. Les carrières exploitées pour le château de la Motte-Glain ont été localisées en 2008 au nord du bâtiment, dans les bois. La chaux a été prise à Saffré. La pierre de tuffeau provient d'Anjou, tout comme les carreaux de terre cuite. Ces matériaux ont été transportés par charge de deux bœufs, au prix de 17 sous 6 denier la charge, à partir d'Ingrandes.
On y trouve aussi en remploi des pierres de grès roussard.

### Les bâtiments duXVesiècle

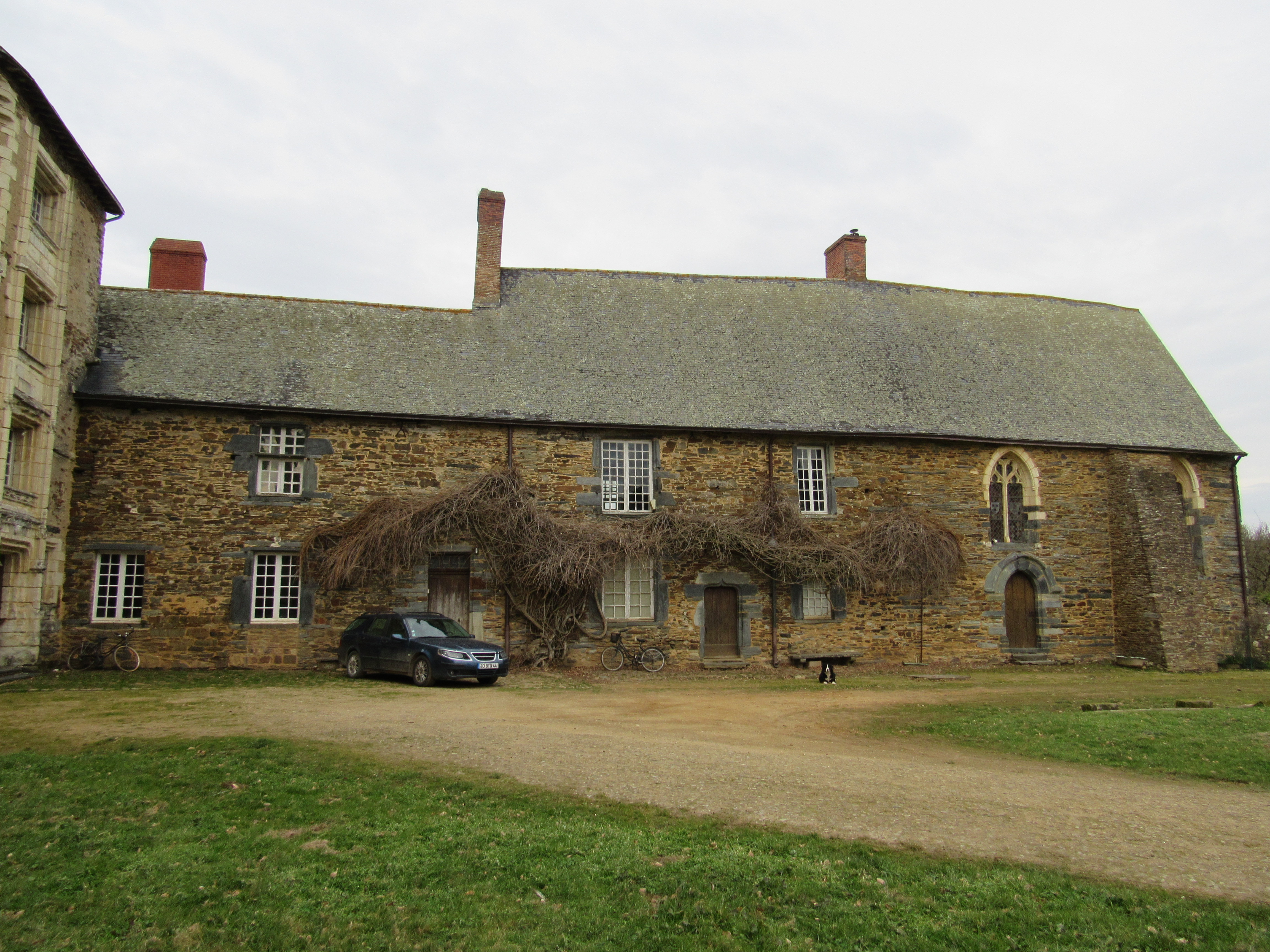
Façade du vieux logis, avec la chapelle en extrémité.

#### Le vieux logis
Le vieux logis fut construit dans la première moitié du XVe siècle et présente un ensemble de salles dont l’architecture extérieure permet de distinguer les espaces intérieurs. On retrouve plusieurs salles au rez-de-chaussée, et une grande salle d’honneur à l’étage. L'ensemble décoratif est d'une très grande sobriété, avec seulement des arcs en schiste bleu.
Cet espace sert de logement pour l’aumônier du château encore en 1930. Il sert aujourd’hui de logement aux propriétaires.

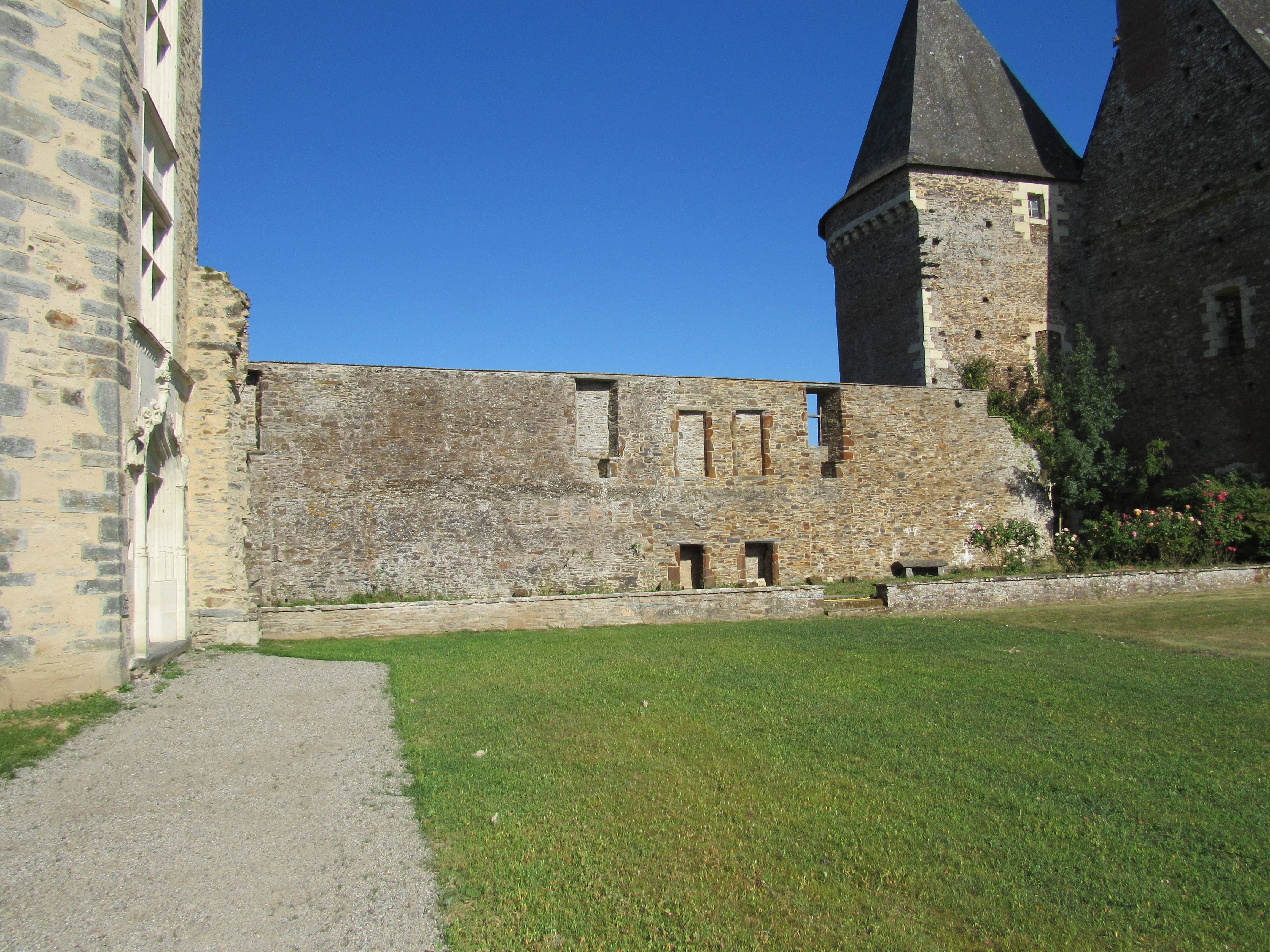
Ruines de l'ancien pressoir.

#### Le pressoir
Ancien bâtiment construit dans la continuité des bâtiments au nord, le pressoir était composé d’une série de trois salles dont la fonction était sans doute domestique. La fonction de « pressoir » est attestée par un plan de Charles Chaussepied.
Seul le mur de clôture ouest a survécu de cet ensemble, ainsi que les restes d'un ancien four à pain. Les bâtiments sont encore visibles sur des cartes postales du début du XXe siècle, et semblent avoir été détruits avant 1927.

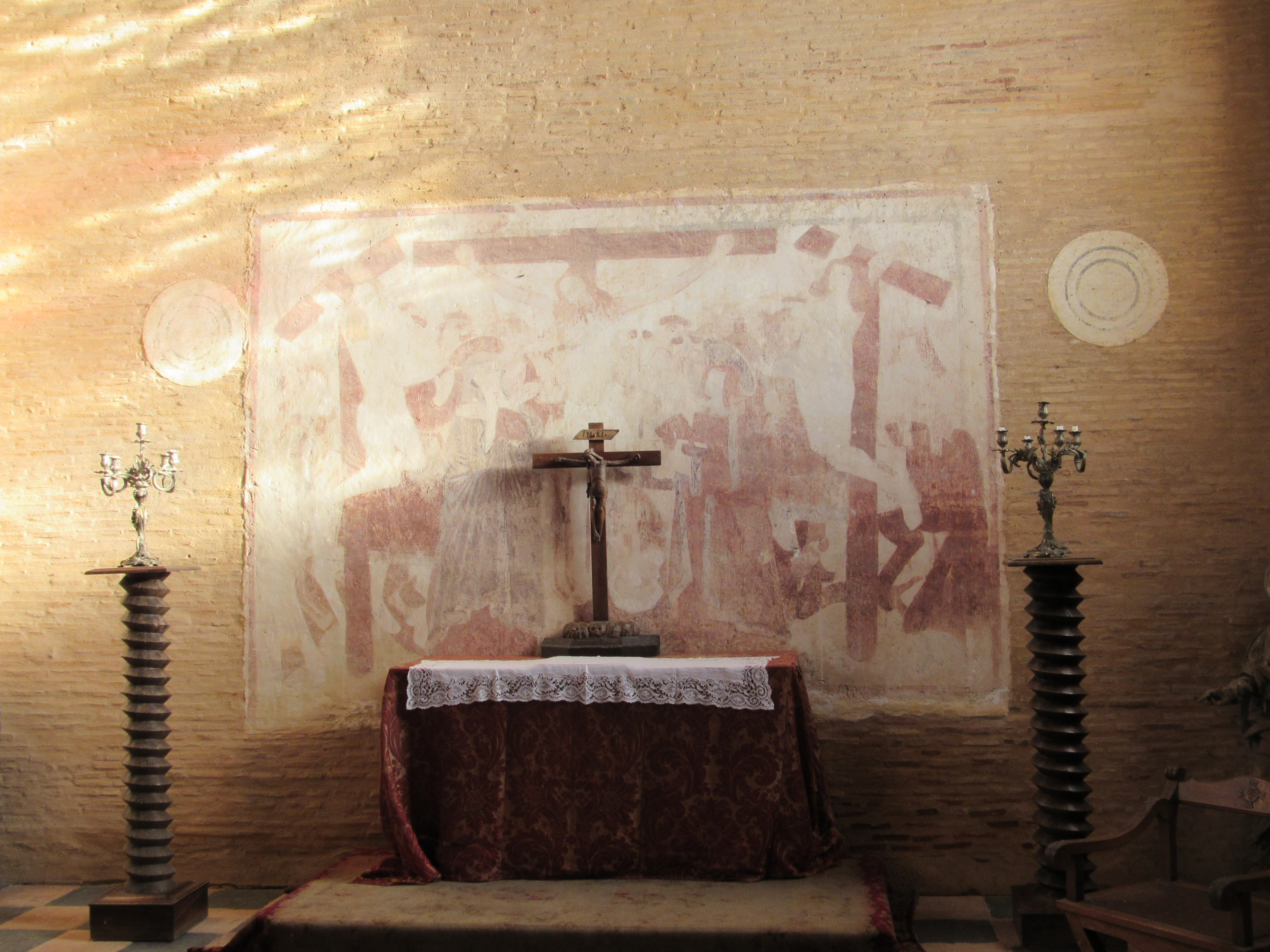
Peinture murale datant du XVIe siècle, retrouvée en 1984, représentant la crucifixion, avec le Christ, la Vierge et saint Jean.

#### La chapelle
La chapelle est une construction datée des années 1470, et a été très certainement achevée par Pierre de Rohan-Gié, qui y fait ajouter des lucarnes en tuffeau. Construite en continuité du vieux logis, la chapelle castrale tranche par sa sobriété par rapport à celle du château de Mortiercrolles, où Pierre de Rohan cherche davantage à montrer son goût italianisant. La chapelle du château de la Motte-Glain est restaurée entre 1981 et 1984 par Hervé Chouinard.
La chapelle possède une estrade intérieure, où le seigneur du lieu s’installait pour assister aux cérémonies religieuses, jusqu’au XIXe siècle, où les Robineau de Rochequairie font construire un banc pour eux, portant leur armoiries.
On retrouve dans la chapelle une peinture murale datée du début du XVIe siècle, et une série de treize cercles de consécration retrouvée lors de la restauration de 1984. L'ensemble est alors restauré. La peinture murale, d’une dimension de 3 mètres 35 sur 2 mètres 15 représente une crucifixion avec saint Jean et la Vierge Marie. La chapelle possède aussi plusieurs statues classées au monuments historiques, représentant la Vierge, sainte Catherine d’Alexandrie, saint Sébastien, saint Jacques, sainte Barbe et enfin une crucifixion, le tout daté entre le XVe et le XVIIIe siècle, tout comme deux petits tableaux représentant une Vierge de douleur, et un Ecce Homo.

### Les constructions de Pierre de Rohan-Gié

#### Le châtelet d'entrée
Le châtelet d’entrée, construction en pierre de schiste, décoré à l’aide de tuffeau, est composé de deux tours circulaires de tailles différentes dont la tour Est est légèrement désaxée. Les deux tours possèdent des bouches d’artilleries, rebouchées au XIXe siècle.
On accédait autrefois au châtelet par un pont-levis dont il reste encore les rainures, qui a disparu vers le XVIIe siècle. C’est à la même période que la lucarne donnant sur cour est refaite dans un style classique assez proche de celles du château des ducs de Bretagne, dans l'aile du Grand Gouvernement, à Nantes.
Au-dessus de l’entrée monumentale se trouve la salle des gardes, qui logeait sous la Fronde des gens d’armes. Dans les années 1950, le jardinier du château habitait dans ces salles. Celles-ci, fortement abîmées, sont vidées dans les années 1980, et interdites d’accès. Les lucarnes des deux tours sont restaurées en 1990 et 1994, par Hervé Chouinard et Pascal Prunet, tandis que le reste du châtelet sera restauré entre 2015 et 2017 par Pascal Prunet.

#### L'ensemble sud

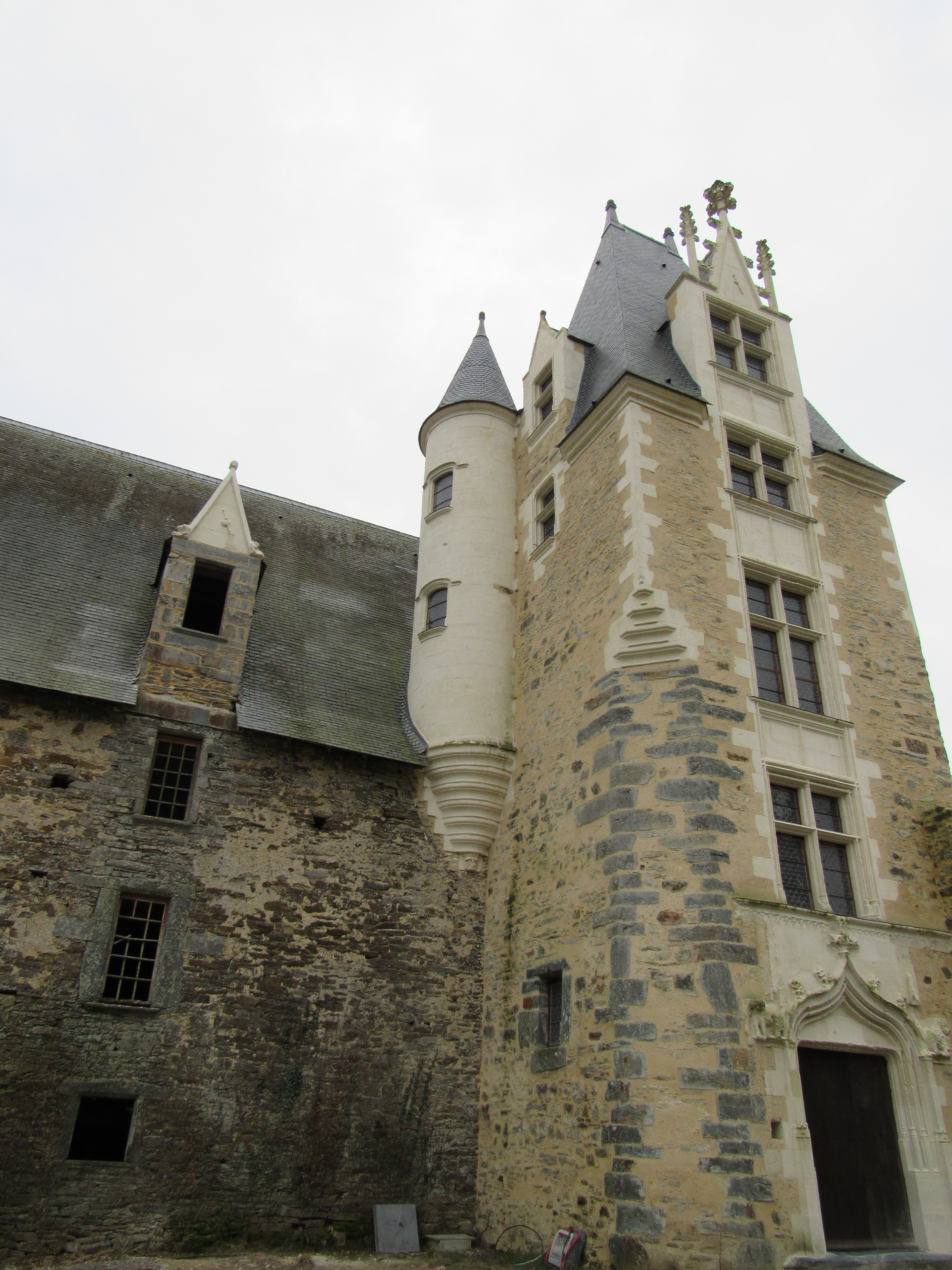
Tour d'escalier sud-ouest, après restauration.

##### La tour d'escalier sud-ouest
Tour la plus haute du château, la tour d’escalier sud permet l’accès aux celliers, et possède deux salles au-dessus de l’escalier à vis, dont la fonction est encore inconnue. Espace décoré, la porte de la tour est flanquée de deux lions sculptés en tuffeau.
Très abîmée, la tour d’escalier subit une restauration d’urgence dans les années 1980, avant d’être intégralement restaurée entre 2014 et 2017 par Pascal Prunet.

##### Les celliers
Le cellier est un grand bâtiment doté de lucarnes donnant sur cour et restaurées récemment. Cet ensemble est composé à chaque étage d’une unique pièce de 43 mètres sur 8. Les salles servaient à stocker le grain pour la dîme, d’où le nom régulièrement donné à l’ensemble de « grenier à dîme ». Au XXe siècle, l’espace est transformé et sert pour étendre le linge de la famille. Aujourd’hui, les espaces sont inoccupés.

#### Le Grand Logis Rohan

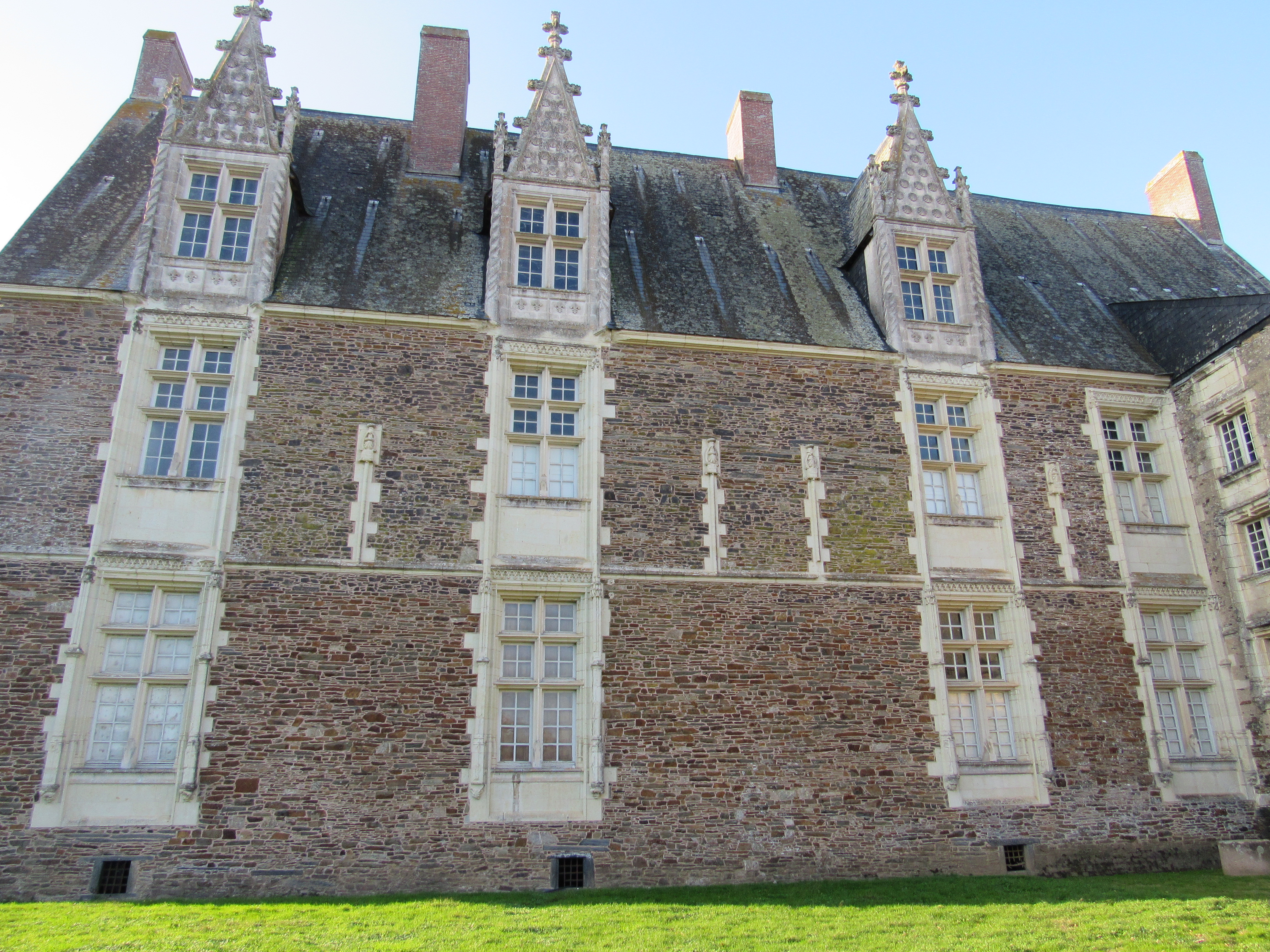
Façade du Grand Logis Rohan, avec lucarnes ornées de coquilles Saint-Jacques.

##### Façade et plan
Le logis Rohan est orienté à l'ouest, comme pour le château du Verger, autre construction de Pierre de Rohan-Gié. Le logis présente trois niveaux d'élévation, et quatre travées. La façade sur cour possède trois lucarnes à gables et pinacles, tandis que la façade sur douve en possède une de plus. Si l'ensemble de la façade est en schiste, les lucarnes et les fenêtres sont réalisées en tuffeaux. On peut accéder à l'ensemble par l'intermédiaire de la tour d'escalier qui relie les espaces du vieux logis et du logis Rohan. Son plan, classique dans la région, présentait à l'origine une enfilade de trois salles, dont on retrouve encore la disposition à l'étage.
Le commanditaire décore richement la façade à l'aide du tuffeau, présentant des décors architecturaux avec des gables en accolade et des frises de trilobes. Chaque fenêtre est encadrée par deux jambages à section triangulaire couronnés de chapiteaux gothiques. Les appuis de fenêtres sont eux décorés de motifs zoomorphes et chimériques. Le principal motif décoratif de la façade se retrouve dans les différentes coquilles Saint-Jacques, aussi bien sur les lucarnes, ou bien sur la façade, associées avec des besaces et des bâtons de pèlerin. Ce motif décoratif est interprété par plusieurs chercheurs comme une volonté du commanditaire de célébrer un pèlerinage effectué dans sa jeunesse dont nous n'avons plus de sources.

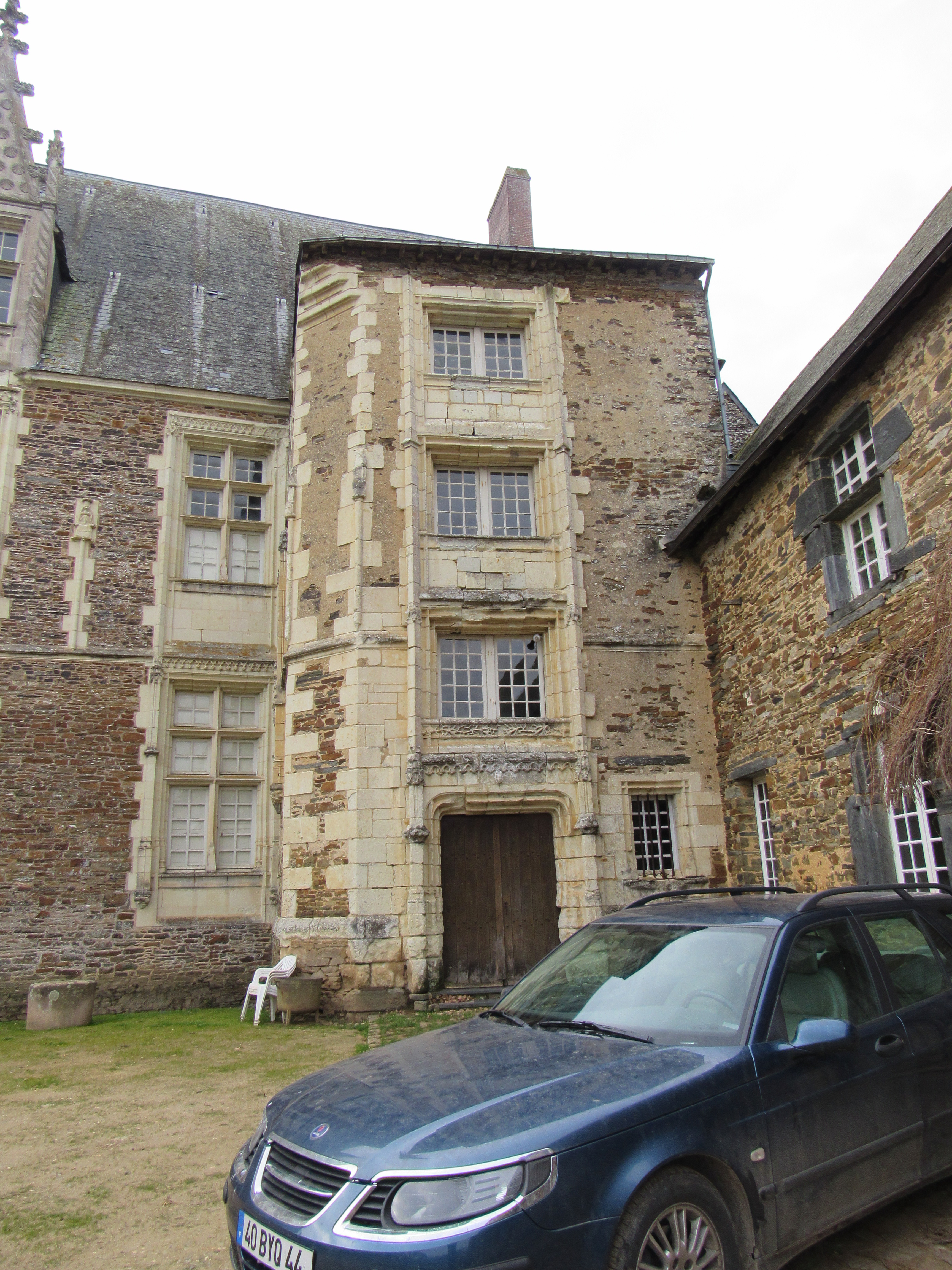
Tour d'escalier nord-ouest.

##### La tour d'escalier nord-ouest
La tour d’escalier nord est plus large que la tour d’escalier sud, moins décorée, et est construite tout à la fin du XVe siècle. Christian Demouveaux y voit en 1968 un « gothique finissant ». La tour d’escalier est encore de nos jours inachevée, la vis n'atteignant pas l'étage sous comble pourtant pourvu de cheminées fonctionnelles.

##### La salle à manger

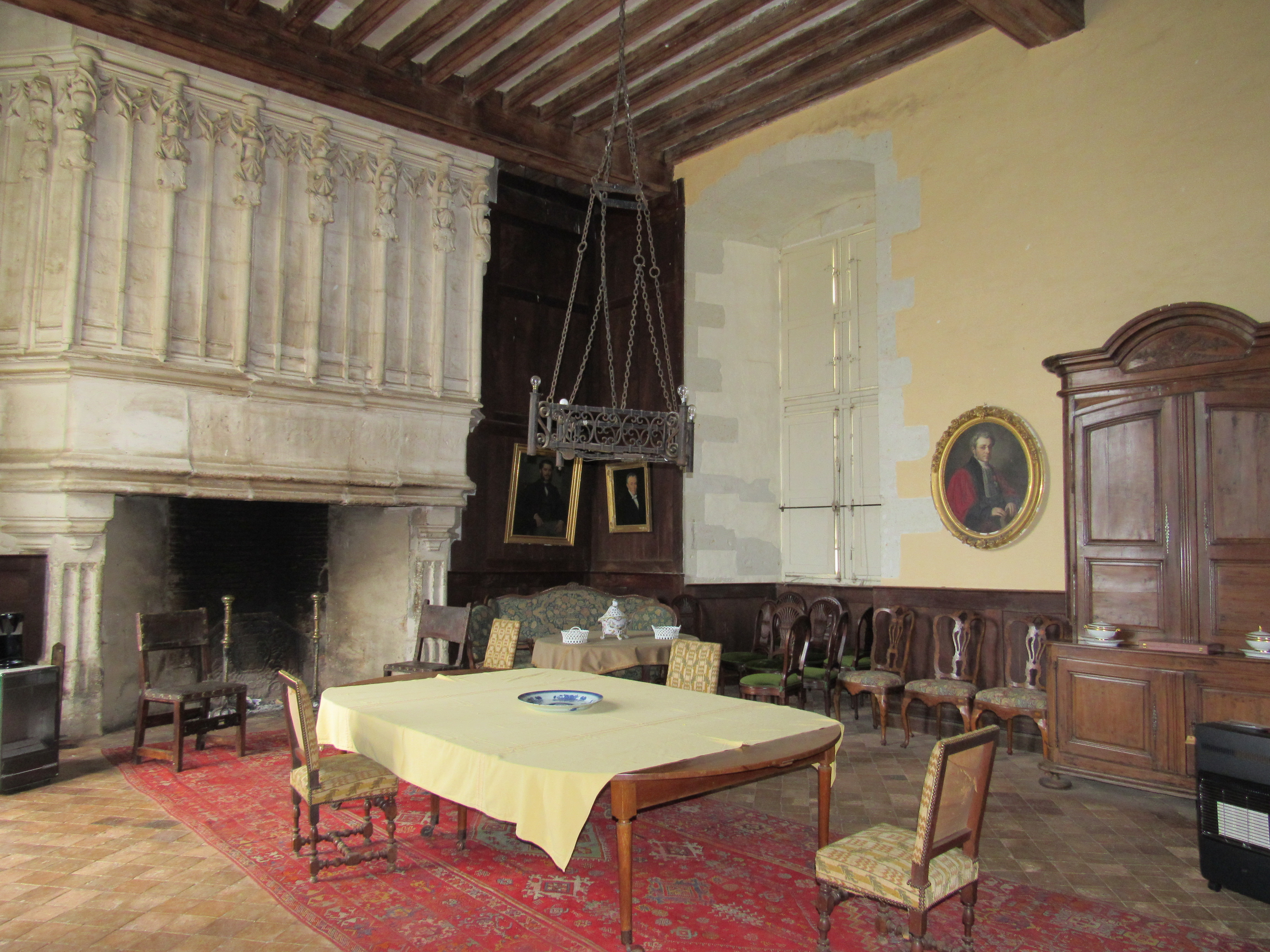
Salle à manger du château de la Motte-Glain.

La salle à manger fut coupée en deux par un mur au XVIIIe siècle. La salle possède une grande cheminée décorée de coquilles Saint-Jacques. Les blasons ont été martelés à la Révolution Française et il ne reste aujourd’hui que des négatifs.
On trouve aussi dans la salle à manger, sur le mur XVIIIe siècle, une tapisserie de la manufacture des Gobelins, représentant une scène biblique, apporté par la famille Robert de Lézardière en 1980, autrefois situé dans le salon.

##### Le salon
Le salon a aussi été transformé au XVIIIe siècle. La cheminée d’origine a disparu, et a été remplacée par une cheminée de style classique. Juste au-dessus de la cheminée on trouve un portrait de Michel II le Lou, officier de la garde du Roi, propriétaire du château entre 1663 et 1688.

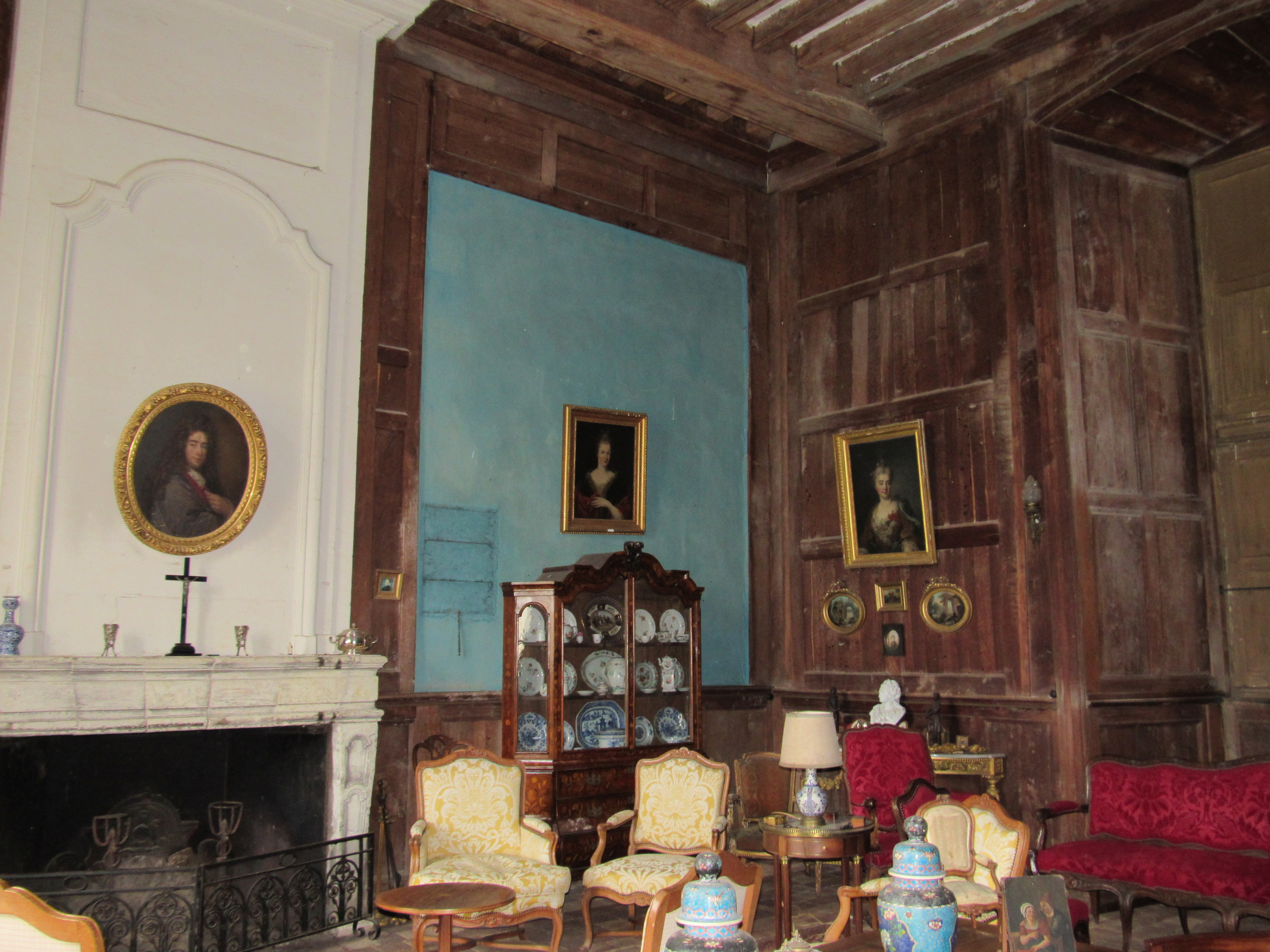
Salon. Au-dessus de la cheminée, le portrait de Michel II Le Lou.

##### La chambre d'honneur
La chambre d’honneur est la plus grande salle du château. Au XVe siècle, la salle servait de salle de réception pour les hôtes de prestiges du seigneur. On y retrouve une cheminée flamboyante orné de coquille Saint-Jacques, et toute une collection de trophées de chasse d’Afrique offert par un mécène du château. 

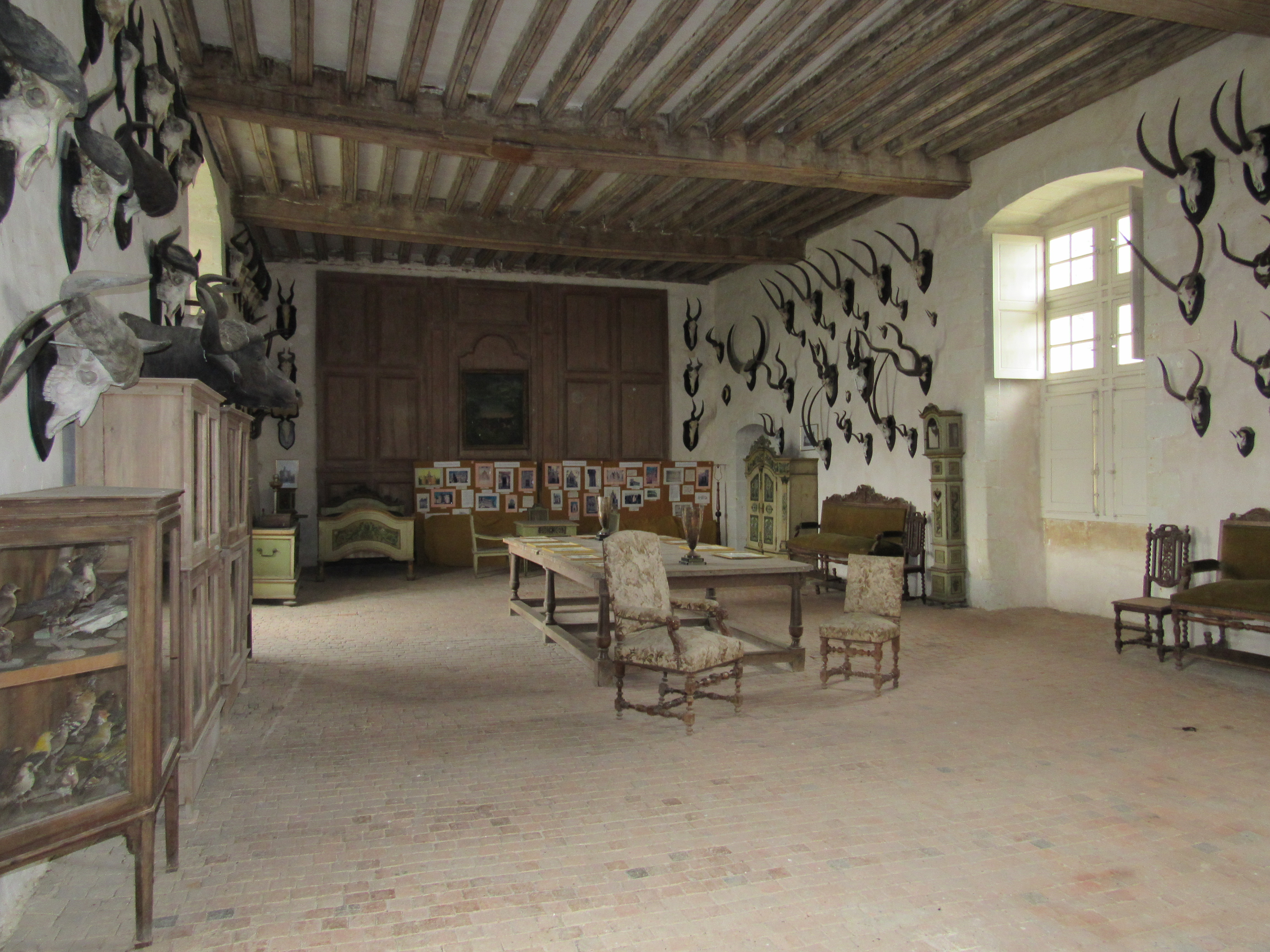
Chambre d'honneur avec trophées d'Afrique.
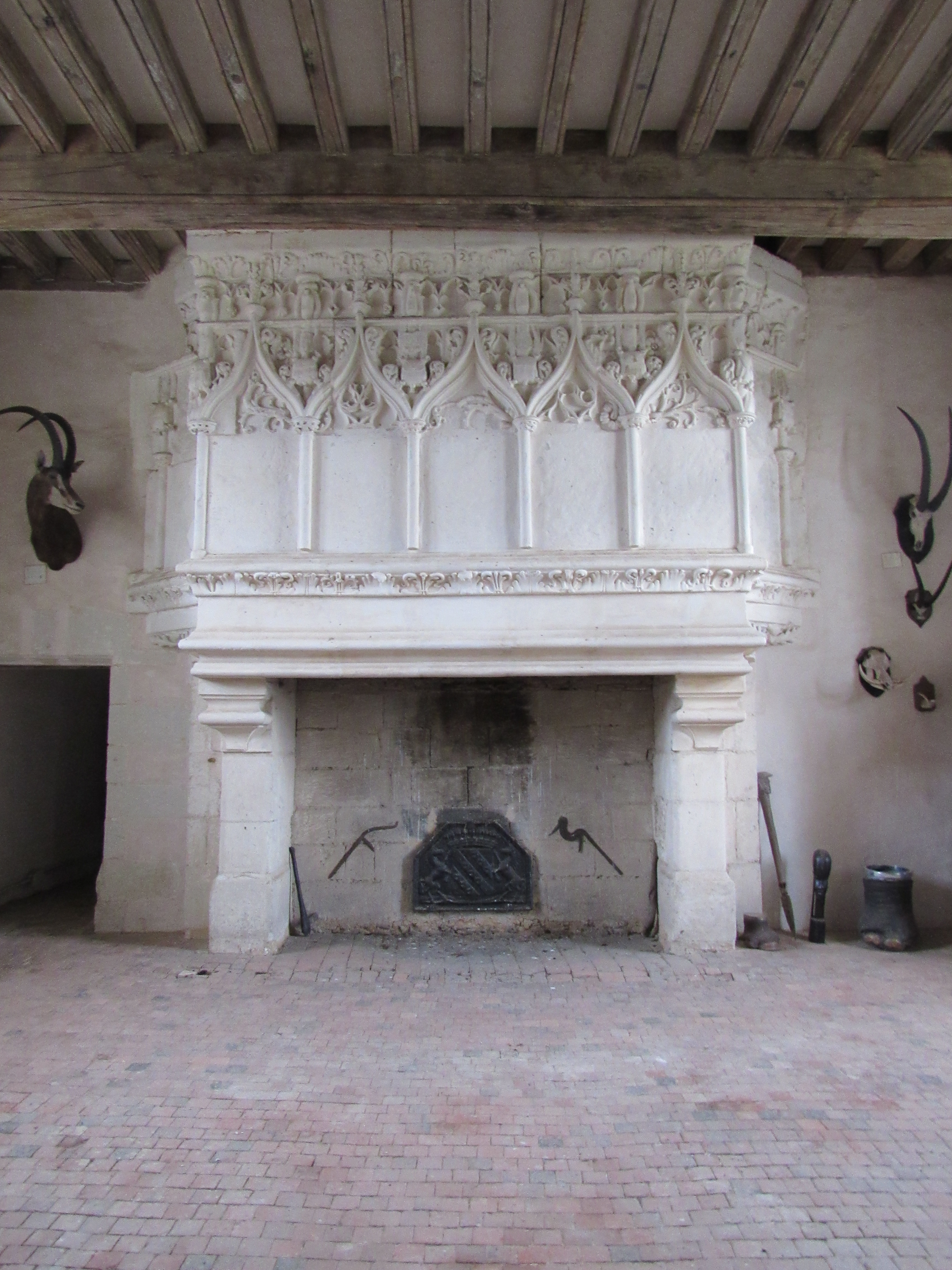
Cheminée de la chambre d'honneur.

##### La chambre du Roi
La chambre à coucher du château est nommée chambre du Roi, car elle a vu deux rois de France y loger. Charles VIII y loge en 1497, et Charles IX en 1565. Lors du passage du couple royal en 1497, la chambre est encore inachevée. Ogée nous rapporte qu’il faut alors combler les fenêtres à l’aide de bottes de paille.
Le mobilier actuel est installé au XIXe siècle par la famille Robineau de Rochequairie, comme en témoignent les armoiries apposées sur les meubles.

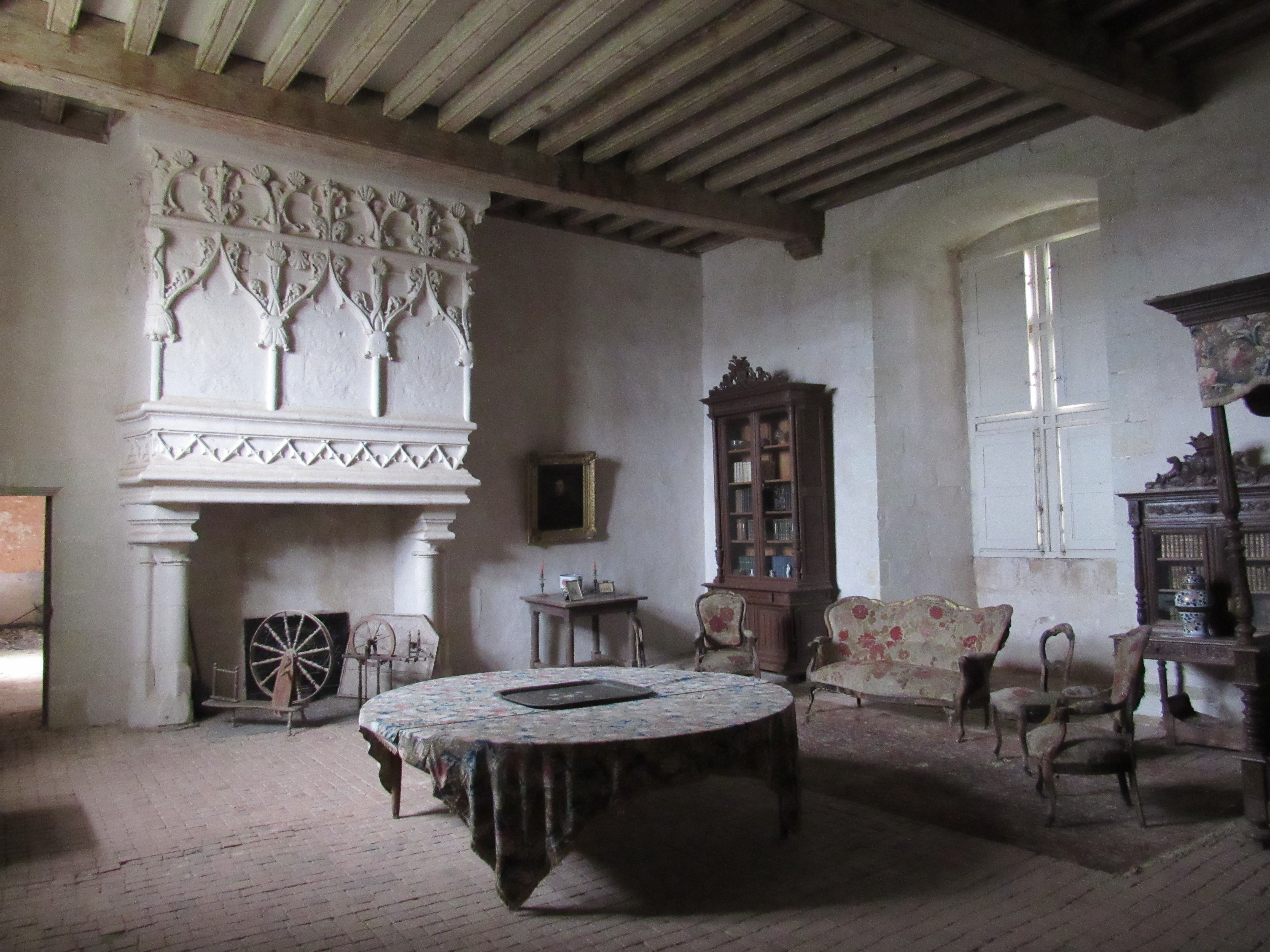
Chambre du Roi.

### Les communs

#### Les écuries
Les écuries reposent sur un bâtiment du XVe siècle, mais dont la charpente est refaite au XVIIIe siècle. Elles conservent des stalles du XVIIe siècle.

#### Les fermes
Les fermes du XVe siècle sont très mal connues, et ont été grandement refaites au XVIIIe siècle pour les charpentes, puis au XIXe et XXe siècle pour servir de logements.

### Les bâtiments en dehors des murailles

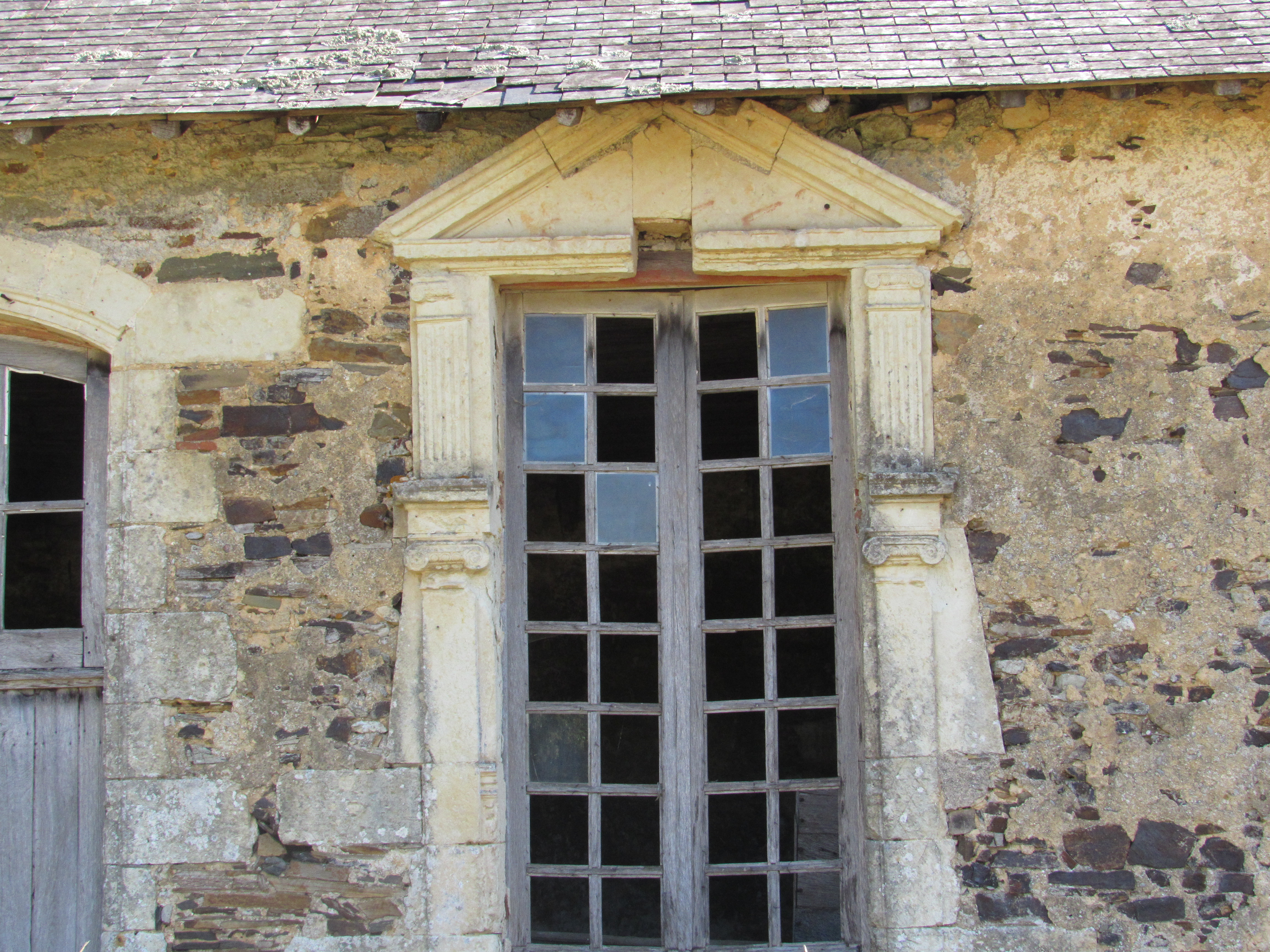
Fenêtre à décoration classique sur la façade de l'orangerie.

#### L'orangerie
L’orangerie est l’unique bâtiment conservé en extérieur des murailles. Ce grand bâtiment longiligne possède une architecture proche des bâtiments des communs. Sa décoration est classique, avec fronton triangulaire et chapiteau ionique. Le bâtiment est aujourd'hui abandonné et se dégrade fortement.

#### Le moulin
Aujourd’hui disparu, le moulin à eau du château de la Motte-Glain est antérieur aux reconstructions du maréchal de Gié, étant donné que nous retrouvons des traces de celui-ci avant 1480, quand il est décrit dans un aveu.
Le seigneur de la Motte-Glain possédait deux moulins, le moulin à vent de la Bonnaudière, au nord de la commune de la Chapelle-Glain, propriété des seigneurs jusqu’à la Révolution française. Le moulin à eau, lui, reste dans la propriété des seigneurs et semble disparaître avant la Première Guerre mondiale. On retrouve encore des ruines de l’ensemble au niveau du Petit-Don.

## Le château aujourd'hui

### Tourisme et location
Depuis 1979, le château est ouvert pour les visiteurs durant les mois d’été, du 15 juin au 15 septembre, durant les après-midi. La visite comprend le grand logis Rohan, et la chapelle castrale. Depuis 2017, les visiteurs peuvent aussi visiter les nouveaux espaces restaurés, c’est-à-dire le châtelet d’entrée, la tour d’escalier sud-ouest, et le cellier.
Le château est également disponible à la location toute l’année, pour des événements culturels, des mariages ou des réunions. Le château propose aussi bien sa cour que les anciennes grandes salles Rohan.

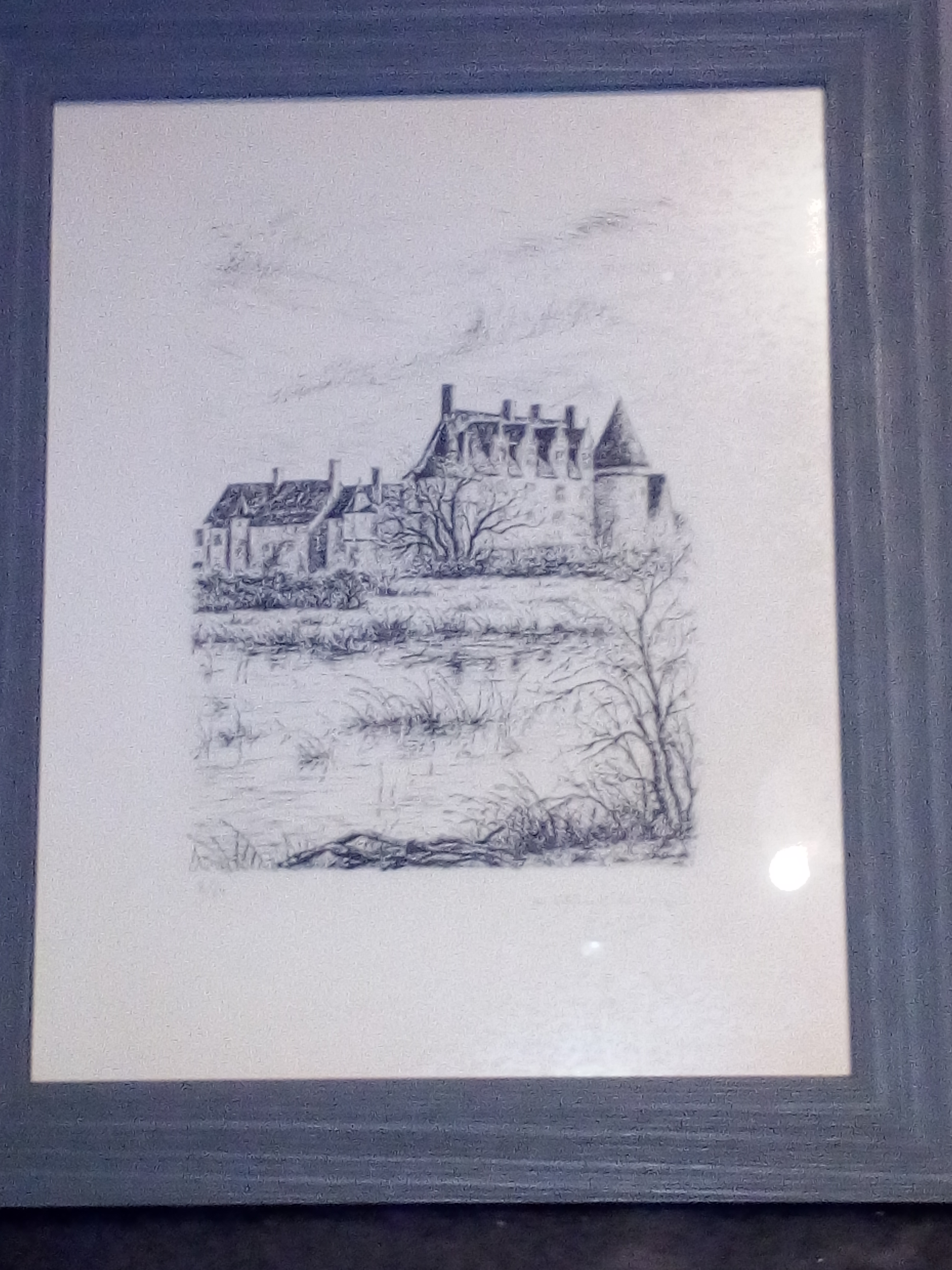
Paysage de Normandie, d'Aymar de Lézardière.

### Le château et les arts
Le château a eu quelques influences chez des artistes, particulièrement le peintre-graveur Aymar de Lézardière, propriétaire du château jusqu’à sa mort entre 1979 et 1995. Il réalisera plusieurs gravures représentant le château de la Motte-Glain, souvent sous des angles différents. On peut citer son « Paysage de Normandie », réalisée en 1989, qui représente le château de la Motte-Glain depuis l’étang.
En 1992, le château sert de décor pour le film La Révolte des enfants, réalisé et scénarisé par Gérard Poitou-Weber, avec Michel Aumont et Robinson Stévenin.
Plusieurs concerts de musique classique se sont déroulés dans la chapelle du château, tandis que des chanteurs comme Didier Barbelivien, qui a passé une partie de sa jeunesse dans le bourg de la Chapelle-Glain, ont utilisé la cour pour des concerts.

## Sources
- MORICE Hyacinthe, Mémoire pour servir de preuves à l’Histoire ecclésiastique et civile de Bretagne, tiré des archives de cette province, de celle de France & d’Angleterre, des recueils de plusieurs savants antiques et mis en ordre, Paris, Charles Osmond imprimeur, 1742
- OGEE Jean, Dictionnaire historique et géographique de la province de Bretagne, Nantes, Yatar, 1778. [Réédition revue et augmentée, MARTEVILLE Alphonse-Edmont et VARIN Pierre, Rennes, Moliex, 1843.]
- LA CHENAYE-DESBOIS François Alexandre Aubert de, Dictionnaire de la noblesse contenant les généalogies, l’histoire et la chronologie des familles nobles de France, l’explication de leurs armes, et l’état des grandes terres du Royaume aujourd’hui possédées à titre de principautés, duchés, marquisats, comtés, vicomtés, baronnies etc. par création, héritages, alliances, donations, substitutions, mutations, achats, ou autrement, tome XII, Paris, édition Antoine Boudet, 1778.

## Annexe